# لان جان
لان جان (بالإنجليزية: Lane Jean)‏ هو سياسي أمريكي، ولد في 10 نوفمبر 1958 في ماغنوليا في الولايات المتحدة. حزبياً، نشط في الحزب الجمهوري. وقد انتخب عضو مجلس نواب أركنساس.